# Belanda Hitam
Vous lisez un « bon article » labellisé en 2023.

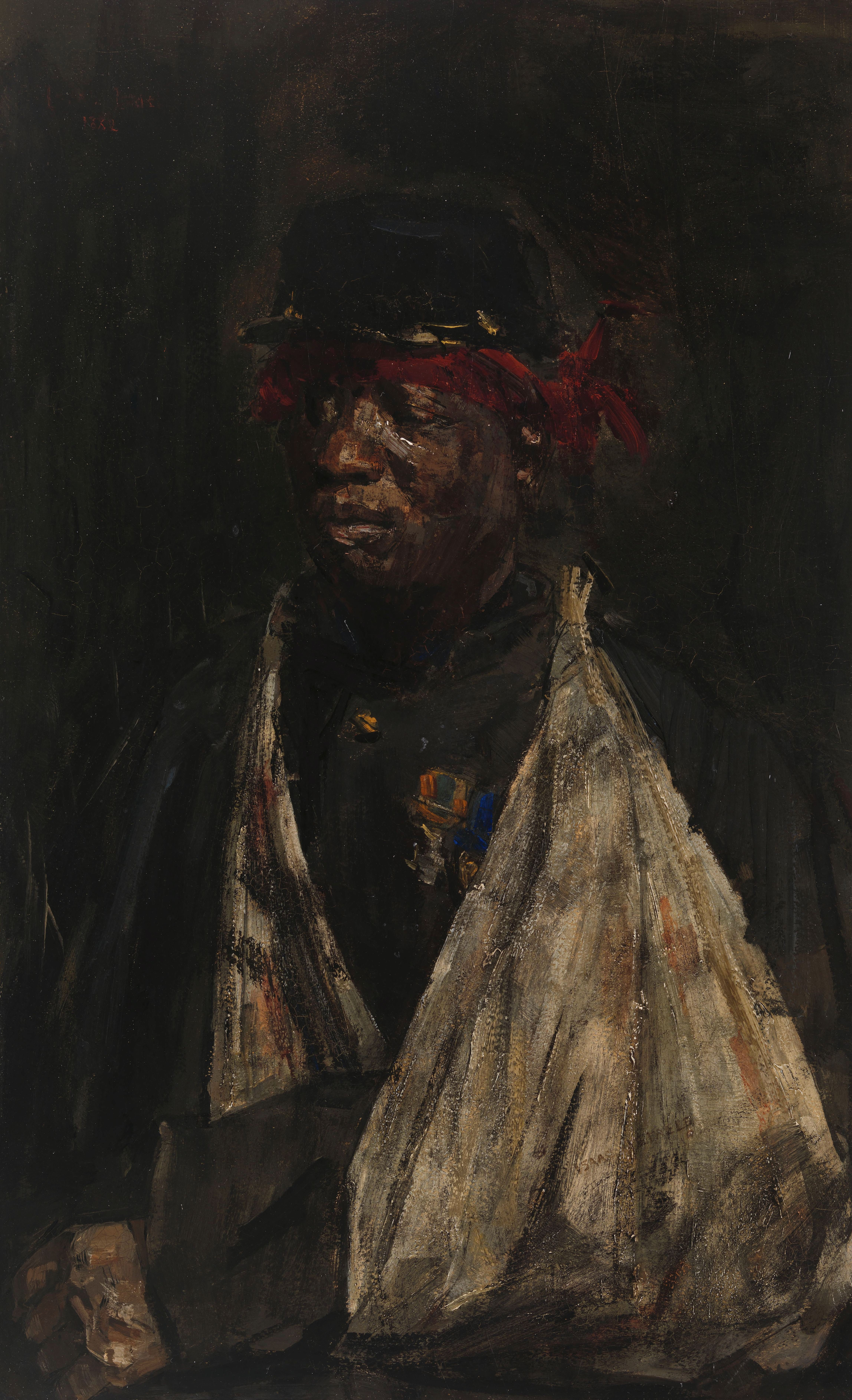
Tableau représentant un soldat noir des Indes néerlandaises par Isaac Israëls. Collection du Rijksmuseum Amsterdam.

Belanda Hitam, ou Hollandais noirs, est le nom des soldats africains servant au sein de l'armée royale néerlandaise des Indes orientales (Koninklijk Nederlands Indisch Leger) aux XIXe et XXe siècles dans les Indes orientales néerlandaises (aujourd'hui Indonésie). Les premières vagues de recrutement sont effectuées depuis la ville d'Elmina (maintenant située au Ghana, en Afrique de l'Ouest). Ces recrues sont d'anciens esclaves provenant de l'intérieur du territoire dont les Néerlandais rachètent la liberté auprès du royaume ashanti, à la suite de l'accord passé entre Jan Verveer et l'Asantehene Kwaku Dua I.
Entre 1831 et 1872, plus de 3 000 Africains sont recrutés sur la Côte-de-l'Or néerlandaise pour servir dans l'armée coloniale des Indes orientales néerlandaises. Ce recrutement est une mesure d'urgence pour maintenir un effectif suffisant sur place. En effet, les Néerlandais accusent de nombreuses pertes de soldats européens et des dizaines de milliers de soldats indigènes dans la guerre de Java menée contre le prince javanais Diponegoro. Les Pays-Bas suivent l'exemple d'autres puissances coloniales comme le Royaume-Uni et la France, en recrutant des soldats en Afrique afin de combattre dans d'autres colonies. En général, les membres des armées étrangères sont peu enclins à sympathiser avec la population indigène dans sa résistance à la domination coloniale. Le recrutement prend fin après la cession d'Elmina au Royaume-Uni par le traité de Sumatra, signé en 1871.
Certains Africains retournent alors dans leur pays d'origine, en Afrique de l'Ouest, mais la plupart s'installent dans les Indes orientales néerlandaises après avoir épousé des habitantes. Leurs descendants sont considérés comme indo ou indo-africains et portent toujours le surnom de Belanda Hitam. Après la Seconde Guerre mondiale et la reconnaissance de l'indépendance de l'Indonésie par les Pays-Bas, le 27 décembre 1949, la plupart d'entre eux s'installent aux Pays-Bas.

## Histoire

### Contexte

#### Politique de recrutement proposée dès 1802
L'idée d'un recrutement d'hommes en Afrique de l'Ouest par le gouvernement néerlandais n'est pas neuve puisque les gouverneurs emploient fréquemment des mercenaires locaux et les intègrent aux garnisons de leurs forts, dès le début de la colonisation de la Côte-de-l'Or néerlandaise, au XVIIe siècle. En 1802, une proposition de recrutement au sein de l'armée néerlandaise est avancée, à la suite de la paix d'Amiens. Il est question de renforcer les garnisons du cap de Bonne-Espérance. L'objectif est de retirer les hommes de leur région afin d'améliorer leur propension à la fidélité et à l'obéissance dans des missions orientées contre des indigènes. La promesse d'accorder à ces soldats (esclaves affranchis) les mêmes droits que les soldats d'origine européenne est évoquée, afin de fournir à ces soldats un statut particulier.
Cependant, les guerres napoléoniennes mettent un terme au projet, puisque le conflit reprend dès 1803 et que les Britanniques s'emparent du Cap dès 1811, ainsi que des possessions néerlandaises dans les Indes orientales. Le projet de recrutement ne reprend qu'après 1825, avec trois propositions d'initiatives privées adressées au Ministère de la Guerre et des Colonies des Pays-Bas.

#### Situation dans les Indes orientales
Les Britanniques reprennent temporairement le contrôle de l'administration de plusieurs possessions néerlandaises des Indes orientales, dont Java, entre 1806 et 1816 durant les guerres napoléoniennes. En 1824, le traité anglo-néerlandais stipule que les Néerlandais cèdent Malacca, dans la péninsule Malaise, contre les possessions anglaises de Bengkulu à Sumatra. Les frontières territoriales entre les colonies de la Malaisie britannique et des Indes orientales néerlandaises n'évoluent plus et forment encore à ce jour les frontières entre la Malaisie et la république d'Indonésie. La capitale des Indes orientales néerlandaises à cette époque est Batavia (appelée aujourd'hui Jakarta).
Tout au long de l'histoire de la Compagnie néerlandaise des Indes orientales (Verenigde Oostindische Compagnie, ou en abrégé VOC) et des Indes orientales néerlandaises, le contrôle néerlandais sur les territoires de l'archipel reste limité. Ce n'est qu'au début du XXe siècle que les Néerlandais parviennent à maîtriser l'intérieur des territoires. De plus, bien que l'île de Java soit gouvernée depuis 350 ans par les Européens, de nombreuses régions, dont le Sultanat d'Aceh, Lombok et Kalimantan, restent indépendantes au XIXe siècle.
La politique expansionniste des Néerlandais soumet les îles à différents conflits et troubles. Les forces néerlandaises sont confrontées à une importante résistance des indigènes indonésiens qui affaiblit la domination et la présence de l'armée néerlandaise. Au XVIIIe siècle, la VOC utilise des armes à feu et obtient le soutien des Bugis (de Sulawesi) et des Amboinaises (des Moluques) pour étendre et protéger ses intérêts commerciaux dans tout l'archipel. Certains conflits notables sont à retenir durant cette période : la guerre des Padri à Sumatra (1821-38), la guerre de Java (1825-30) lancée par le prince Diponegoro et la guerre d'Aceh (1874 à 1903).

#### Recrutement insuffisant aux Pays-Bas
Dans la guerre de Java, menée par Diponegoro, les Néerlandais subissent de lourdes pertes, avec un taux de mortalité pouvant atteindre 45 % par an chez les Européens en 1827 et 1828,. Sur toute la période de la guerre, plus de 15 000 hommes meurent, dont 8 000 Européens et 7 000 indigènes.
En 1830, l'indépendance de la Belgique vis-à-vis des Pays-Bas entraîne la réduction de la population néerlandaise recrutable, rendant plus difficile pour les Néerlandais de compenser les pertes en vies humaines. De plus, bien que la conscription ait été introduite, la Constitution du royaume des Pays-Bas interdit l'envoi de conscrits en territoires coloniaux : seuls les volontaires peuvent dès lors rejoindre l'armée coloniale.
Un rapport de 1814 sur la réforme des armées indique que le taux de mortalité dans les Indes orientales est particulièrement élevé. Les volontaires doivent également suivre une formation spécifique afin d'augmenter leurs chances de survie. Après deux ans de service, près de la moitié des volontaires envoyés sont morts, se trouvent en incapacité de combattre en raison de maladies ou bien désertent.
Ce rapport précise également que, pour maintenir le contrôle dans les Indes Orientales, une force de 10 475 hommes est mobilisée, dont la moitié est constituée d'indigènes. Pour s'assurer de la loyauté des soldats indigènes recrutés, ceux-ci ne peuvent excéder ce quota.
Face à ces difficultés, les Néerlandais s'inspirent de la politique britannique qui consiste à recruter des troupes en Afrique pour les envoyer dans les Antilles britanniques afin de contrôler les soulèvements des esclaves travaillant dans les Caraïbes. Ils espèrent également que les troupes africaines résistent mieux que les Européens au climat et aux maladies tropicales dans les Indes orientales néerlandaises. Des officiers néerlandais au Suriname et aux Antilles néerlandaises témoignent de l'action d'un régiment de troupes antillaises britanniques. La chercheuse néerlandaise Ineke van Kessel (nl) écrit que les Néerlandais sont influencés par un rapport positif du major Charles Hamilton Smith, un fonctionnaire britannique né à Vroenhoven sous le nom de Karel de Smet, qui est également une connaissance personnelle de membres de la famille royale néerlandaise. En 1831, le gouverneur Frederich Last à Elmina reçoit l'ordre de recruter une compagnie militaire de 150 Africains et de partir combattre dans les Indes néerlandaises.

### Recrutement en Afrique
Entre 1831 et 1872, 3 085 Africains de l'Ouest principalement originaires de la Côte-de-l'Or néerlandaise et de l'Empire ashanti sont amenés à Java pour combattre aux côtés de l'armée coloniale néerlandaise (ou KNIL). Cet enrôlement se déroule en trois phases : la phase initiale (1831-1836), la phase de recrutement intensif (1837-1841) et la phase de recrutement sélectif à la fin des années 1850.

#### Accord avec les Ashantis

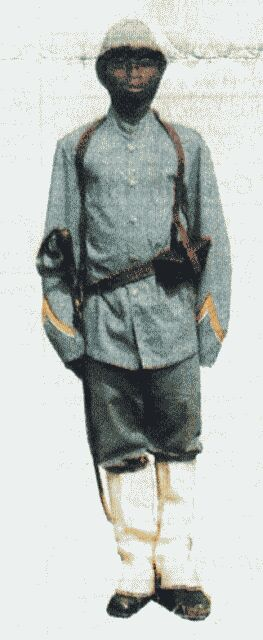
La KNIL recrute à Elmina.

En 1831, le gouvernement néerlandais décide de recruter des soldats dans les colonies néerlandaises d'Afrique de l'Ouest. Sur les 150 soldats prévus par l'ordre de mission, le gouverneur d'Elmina ne parvient à enrôler que 44 hommes. Si certains ont déjà servi dans la garnison des forts coloniaux, la majorité de ces recrues sont des Euro-Africains endettés. Ce premier détachement est envoyé et ne satisfait pas le gouvernement à La Haye qui souhaite un recrutement d'Africains, et non de mulâtres.
En 1836, 88 hommes africains arrivent dans les Indes néerlandaises. Afin d'améliorer le recrutement, le gouvernement néerlandais envisage de nouer un partenariat avec le roi ashanti. À cette fin, à l'automne 1836, le major général Jan Verveer se voit confier la mission de persuader le roi ashanti. Après son arrivée à Elmina le 1er novembre 1836, il en part avec un groupe d'environ 900 hommes (principalement des porteurs transportant des marchandises et des souvenirs) pour Kumasi, la capitale de l'Empire ashanti.
La plan initial d'employer des recrues ashantis est rejeté et les négociations portent alors sur l'achat d'esclaves originaires de l'intérieur des terres, nommés Donko. Cependant, du fait des accords anti-esclavagistes signés avec les Britanniques, cette piste est risquée et ne peut s'envisager qu'avec des conditions particulières.
Après de longues négociations, Verveer conclut un accord pour le recrutement d'Africains avec le roi Kwaku Dua le 18 mars 1837. Les conditions de traitement des recrues sont clairement définies. L'Asantehene s'engage à fournir 1 000 recrues en échange de 6 000 armes à feu. Cet accord provoque un conflit commercial dans les petits États de la côte et mène au conflit ahanto-néerlandais porté par Badu Bonsu II en 1837. L'accord prévoit également que Kwaku Dua puisse envoyer deux fils de la famille royale, nommés Kwasi Boachi et Kwame Poku, étudier aux Pays-Bas. Le romancier Arthur Japin écrit à leur sujet, dans son roman Le Noir au cœur blanc, paru en 1997.
Dans son rapport, Jan Verveer rapporte à Batavia qu'après deux ans d'entraînement, les premiers hommes recrutés seront prêts car ils sont « naturellement loyaux, volontaires, obéissants et, bien guidés, inébranlables envers l'ennemi ». Il promet que 2 000 hommes seront recrutés et envoyés à Java, courant 1837 et un centre d'enrôlement est mis en place à Elmina afin de faciliter le recrutement, qui est coordonné par J. Huydecoper, un fonctionnaire euro-africain descendant de Jan Huydecoper. Cependant, au terme de l'année 1837, seuls 595 Africains sont effectivement envoyés à Java.
En 1842, le recrutement cesse provisoirement sous la pression des campagnes anti-esclavagistes des Britanniques. Cependant, il reprend en 1855, en raison des résultats positifs des premiers soldats africains postés dans les Indes orientales néerlandaises, tout en se basant exclusivement sur le volontariat à partir de cette époque. En 1860, après les deux premières vagues de recrutement, un détachement complet est envoyé à Java, rapidement suivi par des centaines d'autres recrues qui forment les troisième et quatrième vagues.

#### Conditions proposées aux recrues
À la suite de l'abolition de l'esclavage au Royaume-Uni, le recrutement ne doit plus être présenté comme un achat d'esclaves. Jan Verveer suggère de mettre l'accent sur la portée humanitaire de l'action puisque ces esclaves craignent quotidiennement pour leur vie et risquent d'être utilisés comme offrandes lors de sacrifices humains :

« Leur passage dans notre service militaire est considéré, par eux, comme la plus grande bonne fortune qui puisse leur arriver ! »

Des sacrifices humains sont en effet signalés en Afrique occidentale, dès le XVIe siècle, parmi de nombreux peuples dont les Ashanti, les Mandingues, les Dogons et les Yoruba. Selon l'ethnologue Henri Labouret, la pratique a encore cours au début du XXe siècle, « malgré la surveillance exercée par les autorités administratives ». Il s'agit tantôt de fournir des serviteurs à un défunt dans l'au-delà, tantôt de se prémunir contre une mauvaise récolte ou de remercier les puissances surnaturelles pour une bonne récolte.
Les conditions proposées aux recrues leur permettent d'accéder au même rang social et aux mêmes droits que les soldats européens. Elles perçoivent une solde et un traitement en nature égaux en tout point. Cependant, contrairement aux volontaires européens, la durée de leur service militaire n'est pas de 6 ans, mais de 15 ans. Par ailleurs, la recrue doit explicitement se déclarer volontaire. Enfin, dans la politique d'intégration de Jan Verveer, on recommande aux recrues de se faire baptiser dans la religion chrétienne et les nouveaux soldats deviennent en majorité catholiques.
Enfin, dans le cas d'esclaves rachetés, une retenue sur solde est prévue. En effet, le recrutement auprès du roi ashanti consiste à acheter la liberté des esclaves qui sont intégrés à la KNIL en tant que membres volontaires, ce qui occasionne pour ces recrues une dette envers l'armée. La retenue sur solde opérée permet au volontaire de rembourser sa dette en deux ans.
Au terme de leur contrat, les soldats ont plusieurs possibilités : continuer leur carrière militaire, retourner à Elmina ou s'installer dans les Indes néerlandaises.

#### Dénomination et origines
En malais, on les appelle Belanda Hitam (Hollandais noirs) parce qu'ils utilisent des noms hollandais (Johannes, Mozes, entre autres) et aussi parce qu'ils se considèrent supérieurs aux membres de l'armée indigène venus des îles de Java et d'Ambon. Cela est dû au fait qu'ils sont recrutés dans l'armée coloniale en tant qu'Européens,. Ils sont recrutés à Elmina en Côte-de-l'Or néerlandaise (maintenant situé au Ghana) par un représentant de l'armée royale néerlandaise des Indes orientales, mais certains sont achetés au marché aux esclaves de Kumasi. Une petite proportion provient également d'endroits encore plus éloignés comme le Burkina Faso, le Mali, le Niger, la Côte d'Ivoire et le Bénin. Après la cession de la colonie aux Britanniques le 6 avril 1872 par le traité de Sumatra, la zone de dépôt est fermée et l'implication des Africains de l'Ouest dans l'armée néerlandaise des Indes orientales cesse progressivement.

### Premiers combats
Les recrues de la première vague participent, en 1836, à l'assaut du fort de Bondjol, dans l'Ouest de Sumatra, durant le conflit contre les Padri. Ils sont placés en première ligne et Toewankoe Imam, le chef des Padri, se plaint notamment du traitement réservé à ses femmes lors de sa capture. Certaines sont blessées, l'une d'elles meurt. Selon le lieutenant-colonel H. M. Lange, l'emploi des soldats africains, encore inexpérimentés, représentait une erreur.
Les recrues de la deuxième vague participent à la guerre ahanto-néerlandaise face à Badu Bonsu II et intègrent l'expédition punitive coordonnée par Jan Verveer en 1838. Il s'agit de la première action militaire à laquelle les recrues, destinées à Java, participent. Cependant, elles manquent d'entraînement et le rapport fait état de désorganisation et de mauvaise compréhension des ordres.
En septembre 1838, le rapport général sur les Africains qui s'appuie sur les rapports de commandants de bataillon, se montre critique, mais relativement positif : « Les nègres sont très bien habitués à la vie militaire, [mais ils] ont peu de compréhension de la subordination et montrent peu de respect envers les sous-officiers et le caporaux. » Sachant que les hommes proviennent de cultures différentes, le principal problème est celui de la communication. Sur le plan comportemental, le rapport souligne qu'ils sont « paresseux mais infatigables et intrépides au combat ».

### Expédition à Aceh

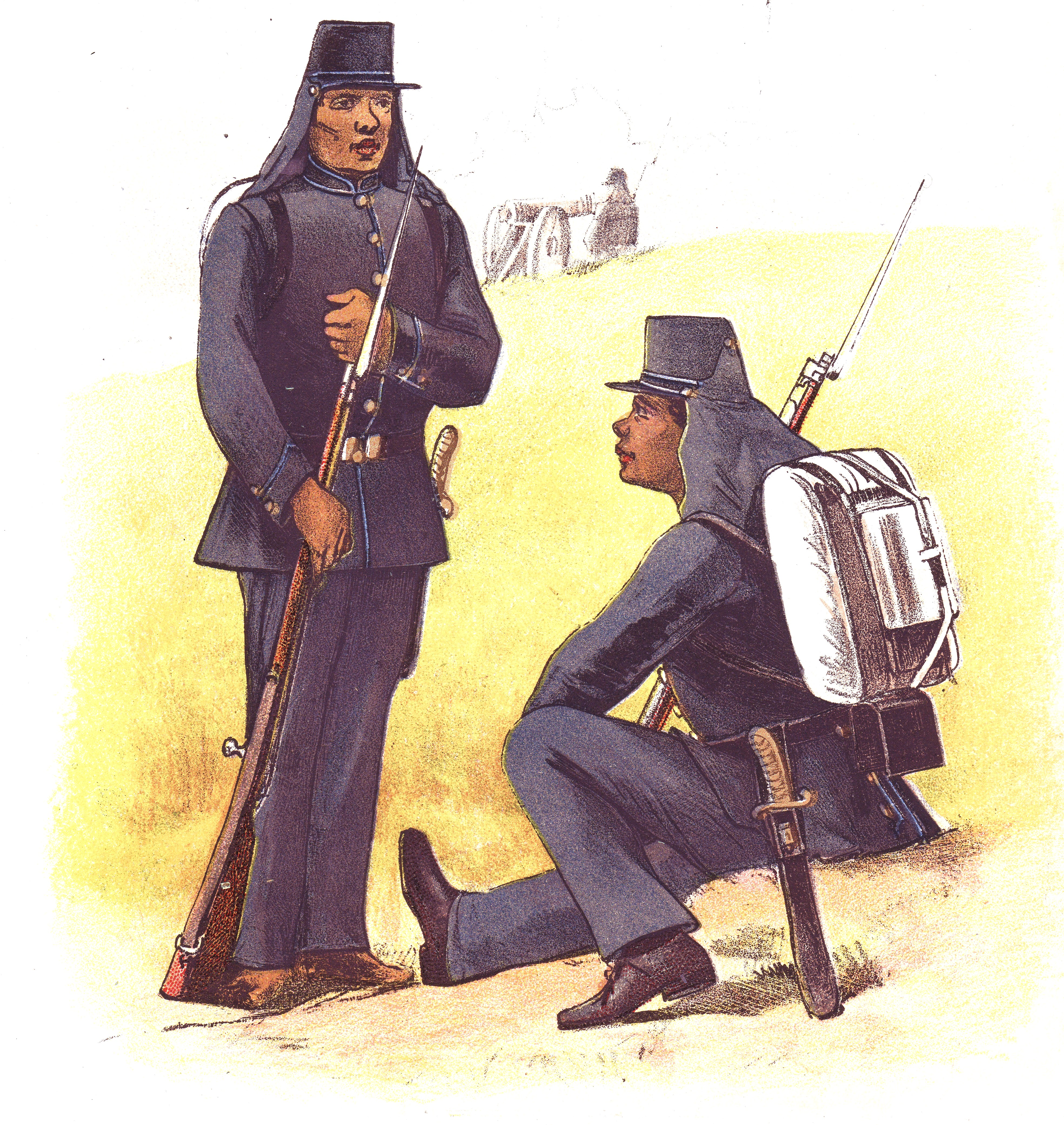
Soldats indigènes et soldats africains servant dans la KNIL. Ils portent des chaussures, symbole du statut européen.

Au début du XIXe siècle, le pouvoir du gouvernement néerlandais est limité à l'île de Java, à la côte sud de Sumatra, dans les Moluques et d'autres îles. La nouvelle administration néerlandaise établit son pouvoir dans les îles néerlandaises des Indes orientales en 1900, et les membres de l'armée africaine jouent un rôle dans le développement de ce pouvoir. Les troupes de la compagnie africaine combattent aux côtés des troupes européennes du KNIL lors des campagnes néerlandaises à Sumatra, Kalimantan, Sulawesi, Bali, Timor et Aceh.
Parmi les contingents non-européens de la seconde expédition d'Aceh (en) en 1873 se trouvent deux groupes de troupes de compagnie composées de membres ouest-africains, les 3e et 4e  Rechter Halve du second bataillon d'infanterie sous les ordres du lieutenant-colonel Karel van der Heijden (nl). En termes d'effectifs, il s'agit d'environ 230 hommes sur une force totale de 13 000 hommes. Cependant, ces membres rejoignent les autres troupes de la KNIL avec une excellente réputation ; de plus, ils peuvent supporter les conditions locales. Ils reçoivent des soldes plus élevées que les autochtones et partagent les dortoirs des soldats européens. Les deux compagnies africaines sont placées sous le commandement du major M.A.E. Phaff.
Au même moment, les troupes du sultanat d'Aceh entament une série d'attaques contre les villages qui ont collaboré avec les Néerlandais. Des soldats africains sont déployés pour protéger les régions de Meuraksa et Lampaseh à Aceh, et le 26 juillet 1874 également à Surian - ce qui permet aux réfugiés de se déplacer à travers la rivière Aceh et de traverser la route de la côte à Kuta Raja en toute sécurité. Depuis la conquête de Surian le 26 juillet 1874, les soldats africains sont également chargés de délivrer des laissez-passer à tous les Acehnais qui souhaitent s'y rendre. Au cours de cette campagne, un artilleur africain, T. Tak, reçoit la médaille de chevalier de 4e classe de l'ordre militaire de Guillaume, le sergent africain J. Noudjedij et les soldats africains J. Hat, W. Muil et W. Bamberg reçoivent respectivement la médaille de bronze de la bravoure et de la loyauté, tandis que W. Zwol et T. Zaal reçoivent des mentions spéciales. Leur nombre passe alors de 230 à 116 en raison de la rotation des troupes et du manque de nouvelles recrues. Cette situation perdure jusqu'à ce que les effectifs des 3e et 4e compagnies du 2e bataillon d'infanterie soient rétablis grâce à l'arrivée de soldats néerlandais supplémentaires en provenance d'Europe.
Le 8 novembre 1875, le colonel J.L.J.H. Pel (nl) retourne à Aceh en tant que major général et commandant en chef. Le 9 novembre, il prend la relève du colonel Wiggers van Kerchem, qui quitte Aceh le 10 novembre. Pendant la guerre d'Aceh, sous la direction du major-général Pel, le nombre de soldats africains se réduit à environ 176 hommes. Avec la permission du gouvernement néerlandais des Indes orientales, Pel nomme deux officiers du Raj britannique, le capitaine A. P. Palmer et le capitaine W. S. A. Lockhart, comme observateurs militaires dans la plupart des opérations de guerre. Palmer écrit plus tard dans son rapport que les soldats africains sont de loin les meilleurs de l'armée de la KNIL. Palmer n'apprécie pas les artilleurs européens et javanais mal formés, mais note que les Acehnais ont une grande estime pour les Africains de l'Ouest. Des efforts sont déployés pour combler la pénurie de soldats africains, mais échouent en raison des protestations britanniques, qui estiment qu'il s'agit d'esclavagisme déguisé.

### Occupation japonaise et exil

Base militaire de Purworejo.

Le 6 mars 1942, l'armée japonaise entre dans Purworejo, ancien chef-lieu de la Kabupaten de Purworejo, où les Néerlandais ont établi la base principale des Belanda Hitam, et l'envahisseur nippon occupe la péninsule. Après la capitulation du KNIL face au Japon, les soldats en service sont faits prisonniers. L'administrateur japonais sépare les Indo-Africains des Indo-Européens, si bien qu'il ne reste que des femmes et enfants dans la ville-garnison de Purworejo. Un groupe de prisonniers indo-africains est envoyé en Birmanie afin d'effectuer les travaux sur le chemin de fer devant mener jusqu'au Siam. Durant leur captivité, de nombreux prisonniers afro-indonésiens meurent de mauvais traitements.

#### La révolution nationale indonésienne
Dès la fin de la Seconde Guerre mondiale, les Indonésiens menés par Soekarno et Mohammad Hatta proclament l'indépendance du pays. Lors du conflit armé qui éclate entre les nationalistes et la puissance coloniale, les soldats indo-africains libérés des camps de prisonniers japonais se trouvent alors engagés aux côtés des Néerlandais. La région du Java oriental est le théâtre de nombreuses violences. Selon l'historien William H. Frederick, le nombre de victimes néerlandaises et alliées s'élève probablement à plus de 6 000. Les causes de ces massacres résident principalement dans les tensions raciales entre les deux camps.

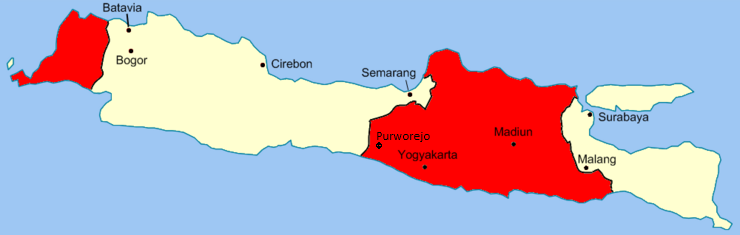
Entre 1945 et 1950, le statut de la future république d'Indonésie évolue au gré des rapports de force entre les puissances coloniales (Pays-Bas et Royaume-Uni) et les mouvements indépendantistes locaux. Ci-dessus, la situation sur l'île de Java en janvier 1948 avec, en rouge, les territoires contrôlés par les indépendantistes indonésiens.

Comme les Belanda Hitam ont la réputation de soutenir le gouvernement néerlandais, les nationalistes indonésiens capturent les habitants de Purworejo en 1945, c'est-à-dire les femmes et les enfants des soldats indo-africains. En 1946, à la suite des accords de Linggarjati, les soldats indo-africains sont placés en garde à vue dans des camps par les nationalistes indonésiens. Enfin, en 1949, avec le transfert de souveraineté, l'armée néerlandaise est rapatriée et ce rapatriement concerne également la population indo-africaine.
Si quelques Belanda Hitam acceptent de prendre la nationalité indonésienne, la majorité rejoint les Pays-Bas. Les violences commises contre les Belanda Hitam sont indissociables des violences commises contre les Néerlandais de souche européenne et leurs alliés britanniques. Dans certains cas, on relate aussi des meurtres d'Amboinais, confondus avec des Belanda Hitam, à cause de leur peau noire.

#### Exil et diaspora
Dans le contexte post-colonial du début des années 1950, la loyauté affichée des Indo-Africains aux Pays-Bas n'est pas le seul facteur qui provoque l'exil d'une majorité d'Indo-Africains. Daan Cordus, un témoin de la première vague d'exil qui suit l'indépendance, explique qu'il décide de quitter l'Indonésie avec sa famille car le pays n'offre aucune perspective d'avenir pour les siens. En raison des tensions croissantes entre les Pays-Bas et la nouvelle République indonésienne, une nouvelle vague se produit car les pensions allouées par le gouvernement néerlandais ne sont plus versées et les écoles ne sont plus autorisées à enseigner le néerlandais. De plus, les échanges entre les premiers exilés arrivés aux Pays-Bas et les Indo-Africains restés en Indonésie relatent la relative facilité avec laquelle les exilés s'intègrent à la société néerlandaise. En effet, les clivages dans la société néerlandaise ne sont pas ceux des anciennes Indes orientales dont hérite l'Indonésie. Une fois en Europe, les Indo-Africains ne sont plus identifiés comme une communauté spécifique, mais considérés comme des Indo-Européens, ce qui leur permet de s'intégrer à la société néerlandaise sans rencontrer d'obstacles,.

## États de service
Les états de service des soldats africains recrutés pour servir dans les Indes orientales néerlandaises sont mitigés. Tout au long de leur service dans les Indes néerlandaises, ils sont à la fois honorés pour leur obéissance et leur bravoure, et blâmés pour avoir défié les ordres et s'être rebellés. Leur rébellion amène d'ailleurs les autorités militaires néerlandaises à repenser leur politique de recrutement et est finalement l'une des principales raisons pour lesquelles les Néerlandais cessent de recruter des Africains.

### Conformité et courage

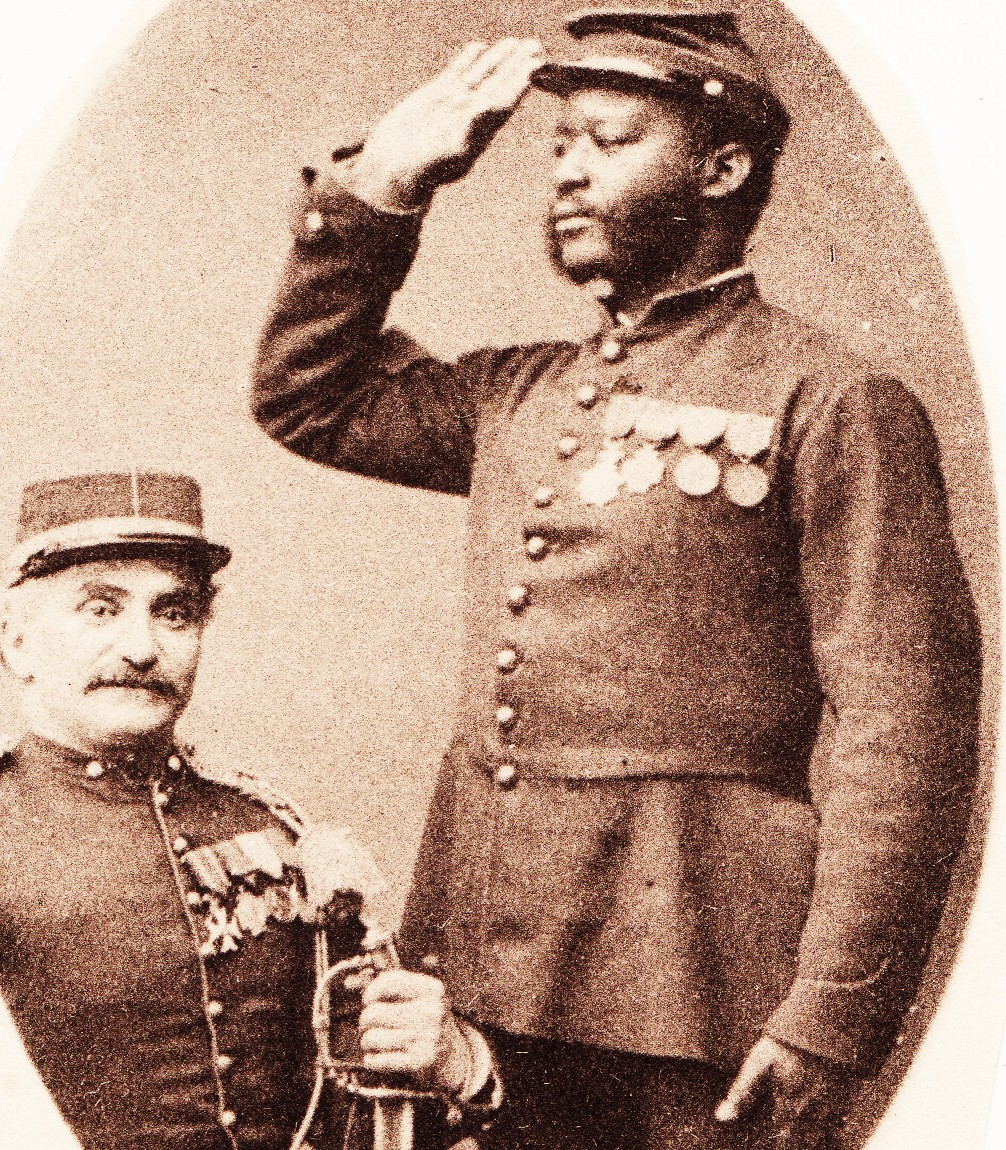
Le caporal néerlandais, B. van Weenen (à gauche) et le caporal africain, J. de Leeuw.

Les Néerlandais essaient de s'assurer de l'obéissance de leurs soldats africains en leur accordant un traitement spécial par rapport aux soldats indigènes de la KNIL. Les membres africains bénéficient du même statut et des mêmes conditions de service (solde, promotions, nourriture, vêtements, etc.) que les membres européens. En conséquence, les membres africains de l'armée se sentent au-dessus des membres indigènes, qu'ils méprisent. La structure de l'armée coloniale est organisée selon des strates strictes fondées sur l'ethnie et le statut social. Au sommet de la hiérarchie se trouvent les Européens. Les Ambonais, qui sont chrétiens, sont au milieu tandis que les autres soldats indigènes (les Javanais, les Bugis, etc.), qui sont musulmans, sont en bas. Les uns et les autres honorent cependant l'Européen à la tête de leur armée,.
Les Néerlandais sont généralement satisfaits de la qualité des soldats africains. Ineke van Kessel cite un des premiers rapports néerlandais qui indique, entre autres, que « ce sont des gens honnêtes ; aucun signe de vol n'a été signalé. Ils sont forts, bien bâtis, infatigables et se sont adaptés au climat tropical. Lors des expéditions militaires, ils font preuve de courage, plus que les Européens »,. De nombreux membres africains reçoivent des décorations pour leur bravoure, en particulier après l'expédition contre Aceh.

### Rébellion

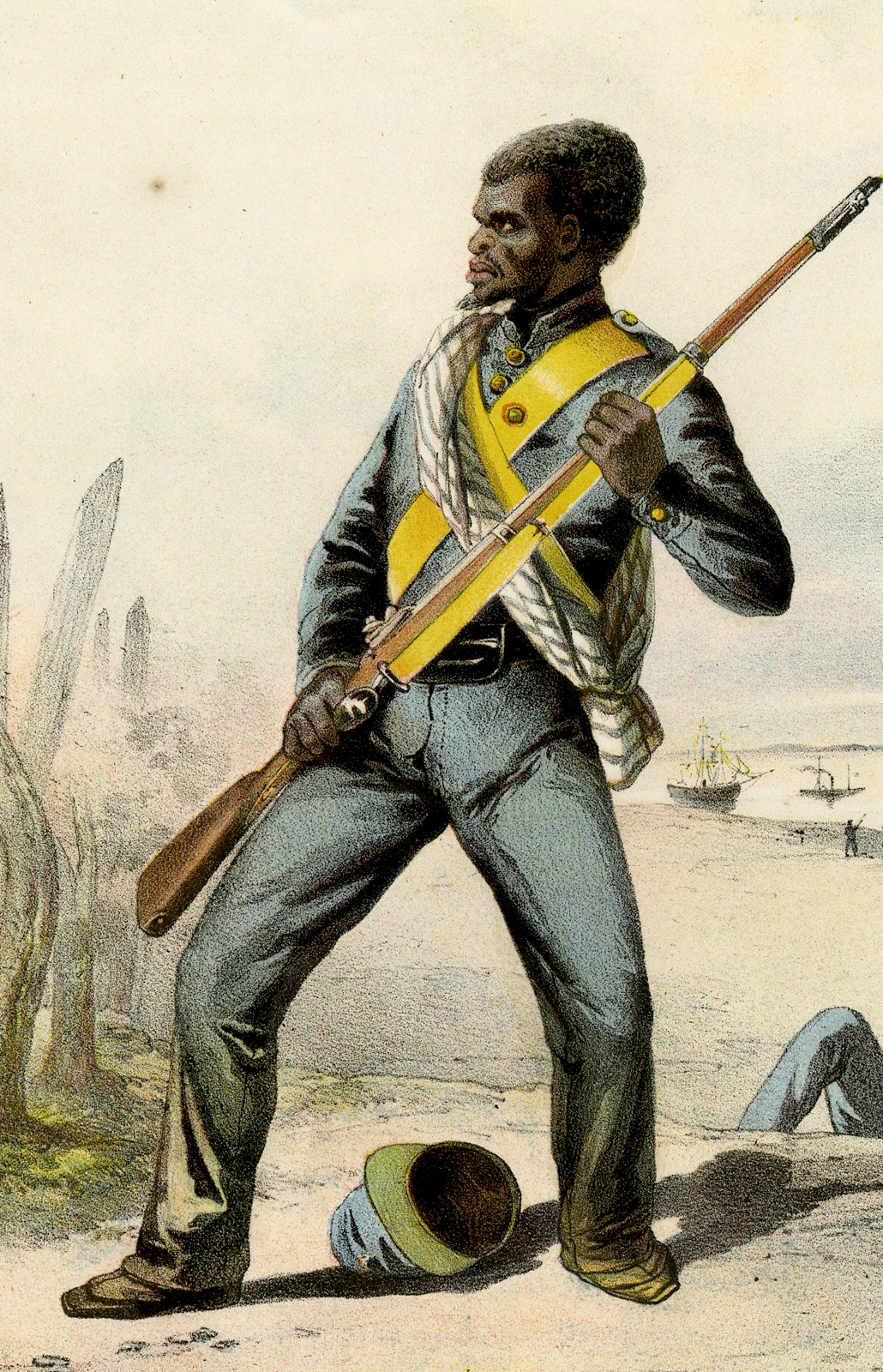
Soldat africain à Java.

Bien que les membres africains fassent preuve de courage, ils mènent également une série de rébellions sur les îles de Java et de Sumatra. La plupart des membres de l'armée africaine, sinon tous, sont d'anciens esclaves. Il s'agit de prisonniers de guerre des Ashanti ou des États tributaires des Ashanti, ou de serviteurs sous contrat d'autres tribus. Ils achètent leur liberté par endettement envers la KNIL, mais sont pleinement conscients du rôle qui leur est assigné.
Les recrues africaines rejoignent la KNIL avec la promesse d'un statut similaire à celui des soldats européens. Les Néerlandais honorent généralement cette promesse envers les soldats africains. Et même si ces soldats africains viennent d'horizons très différents (groupes ethniques, langues, cultures), ils sont unis pour réclamer les droits et l'égalité avec les soldats européens qui leur sont promis.
Entre 1838 et 1841, plusieurs soulèvements se produisent. En avril 1840, les soldats africains de Purworejo se révoltent à cause des soldes. Cette révolte est précédée de quelques griefs car les promesses d'égalité en matière de vêtements et de literie sont bafouées. En juin 1841, certains soldats africains du camp de Van der Capellen à Sumatra refusent d'obéir aux ordres parce qu'ils sont moins bien payés que les Européens. Un incident s'ensuit entre les soldats européens et africains qui se conclut par la mort de deux Africains. L'incident de Sumatra conduit le gouvernement colonial à revoir le système de recrutement et la participation des Africains à la KNIL.
Les récits néerlandais de l'époque évoquent plusieurs raisons de rébellion parmi les soldats africains. Ces raisons sont liées à la structure ethnique de la KNIL, à la perception du statut et à la promesse d'égalité avec les Européens. Du point de vue des responsables militaires européens, les Africains ne sont pas si différents des Amboniens ou d'autres membres indigènes. Ils se demandent notamment pourquoi les soldats africains bénéficient d'un traitement spécial par rapport aux membres d'Ambon, qu'ils considèrent comme plus compétents et de même religion. Les Africains, pour leur part, jouissent du statut d'Européen et méprisent les autochtones, y compris les Ambonais, qui bénéficient pourtant également d'un traitement particulier en tant que chrétiens. Les Africains s'offusquent, par exemple, qu'on leur donne des matelas de couchage similaires à ceux des soldats d'Ambon, au lieu de matelas prévus pour les Européens. Ce problème de literie, mêlé à d'autres manquements, est à l'origine de l'incident de 1841.

## Population indo-africaine

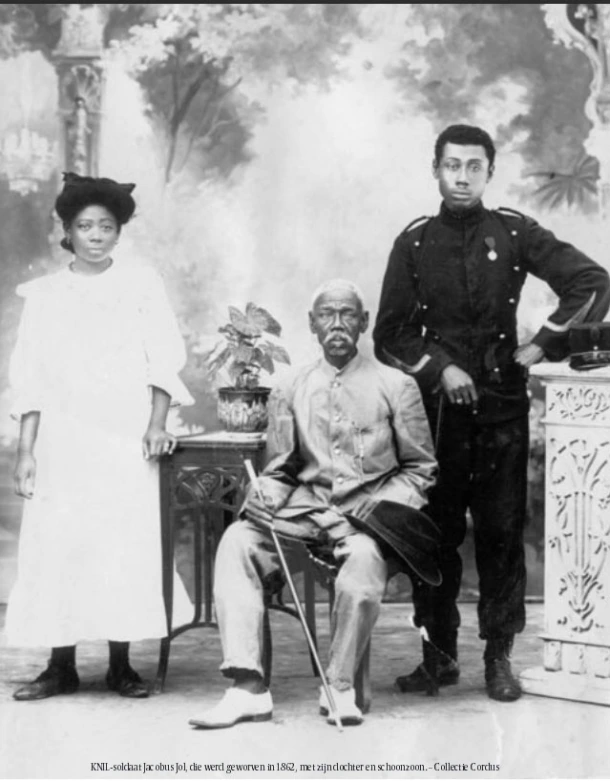
Famille indo-africaine du soldat Jacobus Jol, marié en 1862.

### Localisation
Le recrutement des Africains prend fin en 1872 après la cession d'Elmina aux Britanniques. Cependant, de nombreux membres de l'armée africaine qui ont épousé des femmes indigènes choisissent de rester dans les Indes néerlandaises après la fin de leur fonction,. À Java, la communauté indo-africaine est restée intacte et prospère jusqu'à la Seconde Guerre mondiale. La majorité des Indo-Africains vivent à Semarang et Purworejo dans le Java central, où le roi Guillaume III alloue une parcelle de terrain aux Africains en 1859. Purworejo conserve même les registres des baptêmes de ces familles indo-africaines catholiques. En outre, des familles indo-africaines vivent également dans d'autres grandes villes telles que Batavia, Salatiga, Surabaya et Yogyakarta. Traditionnellement, cette communauté sert de père en fils dans l'armée de la KNIL. Cela explique la présence continue d'Africains de l'Ouest dans l'armée néerlandaise à Aceh ainsi que dans la campagne de recrutement qui s'achève en 1872.
Les décès sont inscrits dans certains registres. Par exemple, les registres de 1896 mentionnent ces deux décès : le tirailleur africain W. Denk, matricule 35700, mort des suites de ses blessures le 11 août 1896 lors d'une visite à Lepong et Lubang, et le sergent africain J. Boon, matricule 18401, mort des suites de ses blessures le 24 août 1896 lors d'une visite à Mukim. Les premières mentions sont celles de Pieter Hermans, promu sous-lieutenant fin 1837, qui reçoit deux décorations spéciales et également la médaille de bronze du courage et de la loyauté,.

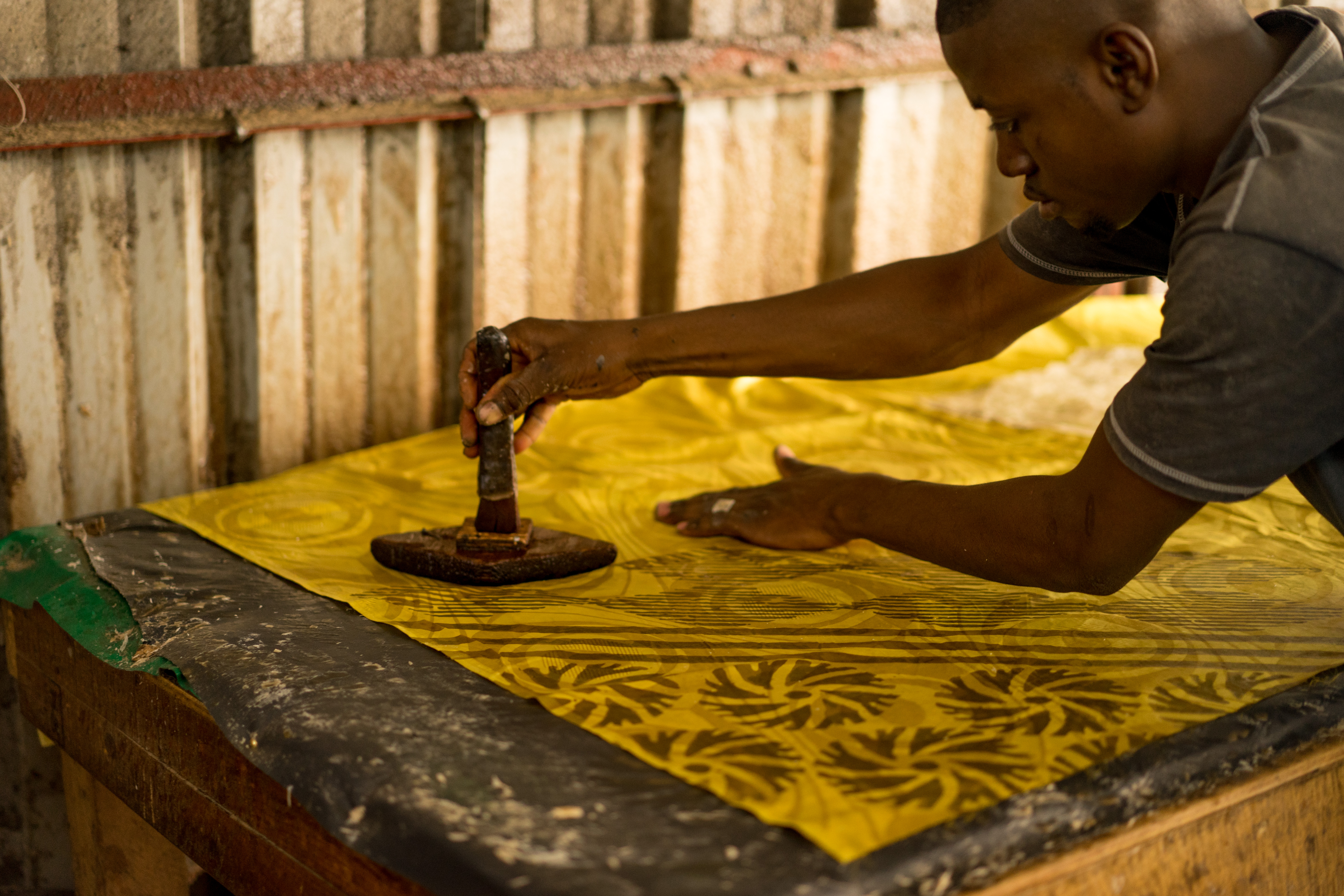
Impression à la main d'un coupon de Wax à Bamako, technique popularisée par les soldats rapatriés après leur service.

Une petite partie des soldats africains retournent à Elmina après la fin de leur service et s'installent sur une colline derrière le fort Saint-Georges. La colline est rebaptisée Java Hill en mémoire de leurs contributions militaires. Des Indes orientales néerlandaises, ils apportent des techniques de batik, qui sont devenues si populaires au Ghana et dans d'autres parties de l'Afrique de l'Ouest, qu'un marché du batik fait à la main émerge, lancé en 1876 par la société néerlandaise Vlisco,.
Après la proclamation de l'indépendance de l'Indonésie, la plupart des descendants de ces soldats africains s'installent aux Pays-Bas. Certaines de ces communautés restent mutuellement en contact et se rencontrent aux Pays-Bas, par l'intermédiaire de la Indo-Afrika Kontakt Foundation. Ce groupe fait l'objet d'une attention accrue au début du XXIe siècle : le 12 mai 2005, l'exposition Zwart in Dienst van Oranje (Noirs au service de l'Orange) est inaugurée le au Tropenmuseum d'Amsterdam ; en juillet de la même année, est publié le livre Zwarte Hollanders: Afrikaanse soldaten in Nederlands-Indië (Hollandais noirs : soldats africains dans les Indes néerlandaises orientales) d'Ineke van Kessel, suivi en 2010 de Zwarte huid, Oranje hart : Afrikaanse KNIL-nazaten in de diaspora (Peau noire, cœurs orange : descendants de la diaspora africaine KNIL), écrit par l'écrivaine et réalisatrice néerlandaise Griselda Molemans et le photographe Armando Ello.

### Particularité familiale

L'école primaire catholique de Purworejo vers 1930, où des enfants indo-africains sont scolarisés.

Comme la plupart des soldats néerlandais, les Belanda Hitam partagent leur habitat militaire avec leur femme et leurs enfants. Selon le contrat de recrutement, ils peuvent amener avec eux leur femme, s'ils sont déjà mariés. Cependant, aucun regroupement de ce type n'est observé et les troupes africaines épousent des femmes javanaises. Le mariage, qu'il soit catholique ou non, a de l'importance pour conforter le statut européen des soldats et leurs enfants héritent de ce rang.
Les vétérans qui optent pour le rapatriement en Afrique après expiration de leur contrat ne sont pas tenus d'emmener femme et enfants avec eux. Les enfants de ces mariages, nommés Indo-Africains, restent avec leur mère ou sont adoptés par d'autres soldats africains. Ils peuvent fréquenter les écoles européennes et les églises chrétiennes et se disent néerlandais.

### Perte des repères culturels africains
La plupart des Indo-Africains de première génération retournent en Afrique de l'Ouest, mais ce n'est pas le cas des générations suivantes dont la vie quotidienne et le rapport à la société coloniale effacent l'héritage culturel africain. En effet, les témoins, descendants Indo-Africains, indiquent invariablement que leurs parents ne leur transmettent aucun élément culturel propre à l'Afrique de l'Ouest. Le témoignage du vétéran Doris Land (1890-1986) est l'unique source écrite qui permette de confirmer ces témoignages oraux. Le récolement de témoignages d'Ineke van Kessel indique que « [d]u vivant de Doris Land, les langues africaines, les pratiques religieuses, les traditions musicales et les recettes alimentaires africaines avaient apparemment déjà largement disparu de la vie des communautés indo-africaines ». Il faut attendre l'exil de la population vers les Pays-Bas, après la Seconde Guerre mondiale, pour que les origines de cette communauté fassent l'objet de recherches et de rapprochement culturel. En termes de tradition orale, les chansons représentent le seul héritage africain retransmis aux jeunes générations.
Étant élevés en tant que Néerlandais, la plupart des Indo-Africains ne rencontrent pas d'obstacles lors de leur intégration dans la société néerlandaise. Après l'exil qui suit l'indépendance de l'Indonésie, la plupart d'entre eux n'y reviennent que pour des séjours touristiques. Bien que les questions d'identité ethnique relèvent de nombreuses préoccupations contemporaines, les Belanda Hitam n'accordent pas d'importance primordiale à la signification de leurs origines africaines, à quelques exceptions près.

### Maintien de l'ordre
Les vétérans Belanda Hitam se convertissent fréquemment en wijkmeester dont la charge est de réguler l'ordre public dans les kampongs. Ils organisent des patrouilles nuit et jour, armés de sabres, afin d'intervenir en cas de conflits opposant les différentes populations qui cohabitent alors.

## Personnes notables

### Jan Koi
Jan Kooi (en) est un caporal africain qui se rend célèbre aux Pays-Bas pour ses actes de bravoure admirables pendant la guerre d'Aceh, la guerre la plus longue de l'histoire coloniale néerlandaise. Kooi est né à Saint George d'Elmina, sur la côte ouest de l'Afrique.

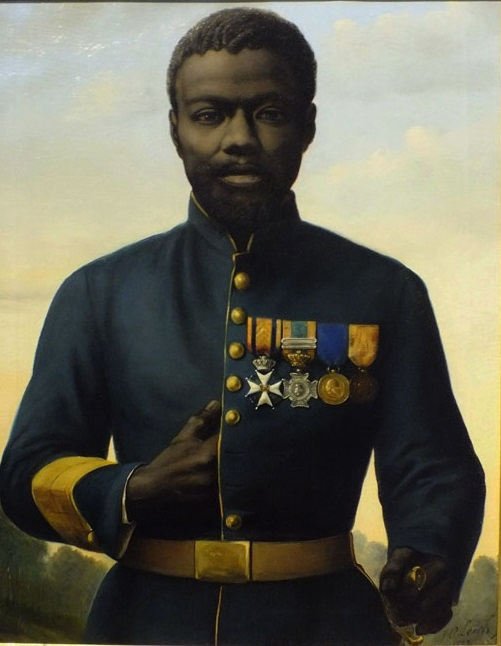
Portrait de Jan Kooi, peint en 1882 à Harderwijk par Johan Coenraad Leich.

Jan Kooi est un soldat courageux. Le 31 janvier 1878, il sauve la vie du capitaine Bloom en tuant deux combattants acehnais, alors qu'il est lui-même blessé par une attaque ennemie. Il réussit également à capturer dix canons ennemis. Peu après, le 25 juillet 1878, il sauve la vie du lieutenant van Bijlevelt en tuant à un moment critique un combattant acehnais armé d'une lance. Pour ses services, il reçoit cent florins hollandais. En outre, le 26 avril 1879, Kooi et deux autres soldats africains (Bilk et Jaap) repoussent l'attaque d'un convoi. En vertu du règlement gouvernemental no 29 du 2 mars 1878, Kooi se voit décerner la médaille de chevalier de 4e classe de l'ordre militaire de Guillaume pour « Atjeh 1877 ». Il est le premier soldat ouest-africain à recevoir la plus haute distinction de l'armée des Indes néerlandaises. Au cours de sa carrière, Kooi reçoit des décorations spéciales, la médaille Kraton (en), ainsi que la Expedition Cross (en).
À la fin de son service, Kooi retourne dans sa ville natale d'Elmina, désormais cédée aux Britanniques, en passant à Harderwijk aux Pays-Bas. Lors de ce passage, deux de ses portraits sont peints : un portrait officiel par J.C. Leich, et un portrait impressionniste par Isaac Israëls,. À cette époque, Kooi a 33 ans. Selon un article de l'hebdomadaire Overveluwsche Weekblad, Kooi parle parfaitement le néerlandais et témoigne de son amour pour sa patrie. Le portrait à l'huile de Jan Kooi, réalisé en février 1883 par J.C. Leich, est conservé au Bronbeek (nl), musée situé dans l'ancien palais royal d'Arnhem, aux Pays-Bas.

### Doris Land
Doris Land est un vétéran de guerre et le chef informel de la petite colonie indo-africaine de Purwojero. Sa carrière militaire le mène jusqu'au grade de capitaine de l'armée et il est principalement connu pour son manuscrit rédigé le 20 juin 1939 The origins of the African camp in Purwojero. Ce document est le seul témoignage écrit connu de la population indo-européenne qui offre un éclairage sur la vie coloniale.
Il est le fils de Govert Land, seulement mentionné dans les registres de l'armée et les écrits de Doris, qui est un donko d'origine gourounsi. Cet esclave rejoint l'armée coloniale le 8 août 1862 à 25 ans avec 99 autres africains. Lorsque son père termine sa carrière militaire, il choisit de se retirer à Purworejo, colonie établie par les Indo-africains qui prend également le nom de Kampung Afrikan (village africain). En effet, le nombre croissant d'Indo-africains amène le gouvernement colonial à rédiger un décret gouvernemental, le 30 août 1859, qui attribue ce territoire aux vétérans africains. Un chef informel dirige alors le village.